# Муллит
Мулли́т — минерал из класса силикатов, химический состав непостоянен: от Al6Si2O13 до Al4SiO8 (то есть от 3Al2O3·2SiO2 до 2Al2O3·SiO2).

## Свойства
Структура ромбической сингонии, близка структуре силлиманита, но муллит отличается значительной разупорядоченностью атомов Si и Al. Характерны тонкие призмы, игольчатые кристаллы, сноповидные агрегаты. Соотношение муллита с другими полиморфными модификациями Al2SiO5 не совсем ясны.
Твёрдость по минералогической шкале 6—7; плотность 3030 кг/м³; плавится при температуре около 1810—1830 °C. Чистый муллит бесцветен, примеси оксидов железа и титана окрашивают его в розоватый или синеватый цвет, и минерал приобретает плеохроизм. Муллит — самое высокотемпературное соединение Al2O3 с SiO2. В природе редок, встречается в зонах контактового метаморфизма.
В настоящее время известны мулит поликристаллический и монокристаллический.
Мулит поликристаллический получают из силлимонита, каолина при нагревании
1.При нагревании силлиманита до 1450°С Аl2О3 2SiO2 2Н2О ---- >3Аl2О3 2SiO2  выход мулита 35-60%  
 Каолин
2.При нагревании до 1650°С 3Al2O3+2SiO2 ------- > 3Аl2О3 2SiO2 выход мулита 40-90% 1-2-3 нагрева
3.При нагревании до 2000-2200°С 3Al2O3 + 2SiO2   ------------- > 3Аl203 2SiO2 + Al2O  0-10% а-модификация
А так же синтезируются мулит монокристаллический волокнистых и игольчатых форм (ММВИФ) из топаза или оксидов аллюминия,кремния и фтористого аллюминия высокой частоты при нагревании до 1300 °C
4.При нагревании до 1100-1200°С Аl2ОЗ + 5 SiO2 + 4AlF3 ----» 3 Аl2Оз 2SiO2 + 3SiF4 выход мулита до 100% 
Теоретическая формула природного топаза Al2(F,OH )2SiO4  или [A1(F,OH)2] SiO4.
5.При нагревании до 1200-1400°С 3Al2O3 + 2SiO2 + Топаз --------- > 3АlО32SiO2 выход мулита до 100% 
6.При нагревании до 1200°С SiO2 +Топаз ------------ > 3Аl2Оз 2SiO2 выход мулита до 100%
7.При нагревании до 900-1200°С Топаз        -----------------------------> 3Аl2ОЗ 2SiO2 + HF + SiF4 выход мулита до 100%
Во вторидной среде при нагревании иглы и волокна мулита растут с чистатой кристаллов до 100%.
ММВИФ имеет более высокие характеристики мулита поликристаллического;
Температура плавления 1860-1880 °C
Пористость до 93%
Объёмная масса до 0,1 г/см³
Теплопроводность от 0,08 Вт/(м·К)
Не вступает в расплав с металлами и не даёт трещин.

Увеличение в 100 раз

## Месторождения
Установлен в оплавленных глинистых включениях в четвертичной лаве на острове Малл (Mull, Шотландия).
Месторождение золото-кварцевых -топазовых руд "Копна" (Кемеровская обл.РФ)

## Применение
Муллит — важный компонент искусственных технических продуктов (входит в состав фарфора, глинозёмистого огнеупора — шамота и др.). Образуется при нагревании каолинита до 950 °C, а также при нагревании в интервале 1300—1550 °C силикатов глинозёма: андалузита, силлиманита и кианита. Плавленый муллитовый огнеупор получают в электропечах из смеси, состоящей из боксита, глинозёма, каолина, кокса и пр.
ММВФ позволяет получать композитные материалы с высокими заданными характеристиками.